# الروميه

تعديل مصدري - تعديل

الرومية هي إحدى حارات حي ظلمة بمدينة ظلمة أحد مدن محافظة إب، بلغ تعداد سكانها 95 نسمة حسب تعداد اليمن لعام 2004.